# Мухалница
„Муха̀лница“ е защитена местност, намираща се на 1 км южно от Ботевград и на 63 км североизточно от София. Създадена е през 1992 г. с цел опазване на уникална по своите мащаби миграция на планинска жаба (Rana temporaria).

## История на проучването
На 14 февруари 1968 г. Владимир Бешков открива няколкостотин планински жаби в едно малко блато близо до Ботевград – нещо съвсем нехарактерно за този вид на такава незначителна надморска височина (360 м). На 1 и 4 март 1971 г. той маркира няколкостотин индивида и ги пуска обратно в блатото. На 4 юни 1971 г. намира една от маркираните жаби по склоновете на Било планина, на 4925 м. по права линия от блатото и на 875 м н.в. След няколкогодишна пауза, Бешков подновява изследванията си през 1979 г., когато между 31 януари и 3 март в блатото са маркирани 457 жаби. През февруари и март 1980 г. на 5,5 и на 6 км над блатото, високо в Било планина, са маркирани планински жаби по време на придвижванията им надолу по реките. На 11 март 1980 г. две от тях са намерени в блатото „Мухалница“ (едната 4, другата 11 дни след маркирането). Бешков публикува резултатите от изследванията си в серия научни и научнопопулярни статии, които служат като основа за обявяването на блатото и територията между него и Стара (Зелинска) река за защитена местност през 1992 г.

## История на миграцията
Масовото пристигане на хиляди жаби в блатото в местността „Мухалница“ вероятно е започнало в края на последния ледниковия период, т.е. преди около 8000 г., с цел размножаване.

## Характер на миграцията
При ежегодните си миграции от местата за зимуване (потоците във високите части на планината) до блато „Мухалница“, планинските жаби за няколко дни изминават разстояние до 6 км, а някои от тях вероятно и до над 10 км. Самият размножителен период продължава едва около две седмици, обикновено в края на февруари и началото на март, в зависимост от температурите. Наличието на чифтосващи се индивиди и клумпени с яйца сред все още топящия се лед е обичайна гледка. Жабите се придвижват надолу по течението на Зелинска река и инстинктивно усещат мястото, където трябва да излязат от нея, за да достигнат блатото. След края на размножителния период жабите се връщат обратно към високите части на планината по сушата, изминавайки приблизително същото разстояние в обратна посока. От оплодените яйца се излюпват попови лъжички, които метаморфозират в малки жабки и напускат блатото към края на май или началото на юни. Тази размножителна миграция е уникална за вида и е сред най-дългите известни миграции в света на земноводните .
- Двойка планински жаби сред клупмени с яйца
- В разгара на размножителния период почти цялото водно огледало е покрито с яйца
- Информационно табло
- Хор на мъжки планински жаби през размножителния период

## Други видове земноводни и влечуги
Освен планинската жаба в същото блато са установени и други 8 вида земноводни: обикновен тритон (Lissotriton vulgaris), гребенест тритон на Буреш (Triturus ivanbureschi), жълтокоремна бумка (Bombina variegata), кафява крастава жаба (Bufo bufo), зелена крастава жаба (Bufotes viridis), дървесница (Hyla orientalis), горска дългокрака жаба (Rana dalmatina) и голяма водна жаба (Pelophylax ridibundus). Има и единично наблюдение на Европейска блатна костенурка (Emys orbicularis). Това сравнително високо видово разнообразие на доста малка площ потвърждава значението на защитена местност „Мухалница“ за съхранението на местната фауна.

## Заплахи и мерки за преодоляването им
През последните 10 години се наблюдава увеличаване на размерите на блатото, но и обрастването му с папур (Typha sp.), който постепенно обхваща почти цялата му площ. Това се дължи на продължаващи с години течове от тръби на местното ВиК и оказва изразено отрицателно въздействие върху жабите, които имат нужда от открита водна площ, за да се размножават. Вследствие на течовете вероятно се е променил водният режим на блатото, т.е. от временен водоем то се е превърнало в постоянен такъв (съответно с по-добри условия за папура). Прогресиращото развитие на папура обаче вероятно ще доведе до нова промяна на водния режим, изразяваща се в пресъхване на блатото. Последното означава, че в близките години популацията на планинските жаби ще загуби основното си място за размножаване, а феноменалната миграция ще престане да се извършва. Характерът на тази заплаха е такъв, че засяга пряко и всички останали видове земноводни, установени в защитената местност.
Другата съществена заплаха за популацията на планинските жаби е масовата смъртност по асфалтовия път (покрай североизточния бряг на блатото) по време на миграцията. Идващите от реката жаби неминуемо трябва да пресекат асфалтовия път (освен тези екземпляри, които минават под пътя през тръбата за оттичане на блатото). Автомобилният трафик по този път не е голям, но по сведения на местни хора в дните на миграцията пътят се покрива с трупове на сгазени жаби.
През 2017 г. община Ботевград, съвместно с екип учени от ИБЕИ и НПМ при Българска академия на науките, започва дейности, свързани с преодоляването на гореописаните заплахи чрез изкореняване на папура и обезопасяване на пътя.